# Emmanuel Horvilleur
Emmanuel Javier Horvilleur (Buenos Aires, 2 de enero de 1975) es un cantante argentino, conocido por formar parte del grupo Illya Kuryaki and the Valderramas junto a su amigo Dante Spinetta.

## Biografía
Emmanuel Horvilleur nació en 1975, hijo de Mercedes Villar y Juan Horvilleur. Cuando Emmanuel tenía un año y medio o dos sus progenitores se separaron y su padre se fue a vivir a Europa. Solo se ha reunido en dos oportunidades con su padre biológico, con motivo de las giras de Illya Kuryaki por Europa en 1996 y 2017. Posteriormente su madre se casó con el fotógrafo  Eduardo Martí, con quien formó una familia. Emmanuel creció en el barrio porteño de Palermo, junto a ambos y a sus medio hermanos Guadalupe y Lucas Martí.
Su familia compartía mucho tiempo con la de Luis Alberto Spinetta, debido a la relación de amistad que este mantenía con su padre, Eduardo Martí, conocido como Dylan. Este era fotógrafo, y había vivido en Seattle, Estados Unidos, durante la década de los 60, de donde proviene el rumor de que fue discípulo de la estrella de artes marciales oriental Bruce Lee en el Jun Fan Gung Fu Institute. Aunque Eduardo Dylan no se ha referido al respecto, sí es sabido que mantuvo una relación de amistad tanto con Bruce como con Linda Lee. Luego de que Lee cerrara su academia, Dylan regresó a Argentina para formar su familia y comenzar a trabajar junto a Luis Alberto Spinetta, de quien se volvería un amigo entrañable.
Junto a sus hermanos menores (Lucas y Guada Marti) y a los hijos de Spinetta (Dante, Catarina y Valentino) formó el grupo Pechugo. Compusieron una gran cantidad de canciones de las que no se conserva registro. A la edad de trece años, Luis Alberto Spinetta los invitó a grabar en estudio la canción «El mono tremendo», que fue incluida en el disco Téster de violencia.

### Illya Kuryaki (1990-2001)
Integró el dúo Illya Kuryaki & The Valderramas durante más de una década, junto a Dante Spinetta, con el que editaría siete discos hasta el año 2001, fecha de separación de la banda, y uno más en el año 2012.
El primer disco de Illya Kuryaki and the Valderramas se editó cuando Emmanuel tenía 16 años de edad y se llamó Fabrico cuero. El disco cuenta con influencias tanto del rock como del rap y el cine oriental.

### Música y Delirio y Mimosa (2003-2004)
En el 2001 comenzó la grabación de las canciones que conformarían su álbum solista y que se concretó finalmente durante los primeros meses del 2003, bajo el nombre de Música y delirio, un disco que contiene 15 temas con claras influencias funk y rock. «Soy tu nena» fue el primer corte de difusión de una canción que él mismo definió como "de transición": es una curiosa fusión de baladas roqueras y cumbias psicodélicas, sin perder la característica faceta lúdica.
En el 2003 conoce a Celeste Cid, madre de su hijo André Horvilleur que nació en el 2004. Ese año, comienza el rodaje de Yok, una película de Leo Damario, donde interpreta a un matón que se enamora de Susana Giménez. «Es un homenaje natural a Bruce Lee», según Juan Ortelli, periodista de Rolling Stone.
En 2004 graba un EP titulado Mimosa, que tuvo como sencillo el tema homónimo, hecho en colaboración con Adrián Dárgelos, vocalista de Babasónicos. El disco lo completan otras tres canciones: Cumbia Psicodélica, Malevo y Smell Like Cuerpo.

### Rocanrolero (2005)
En el 2005 musicaliza la serie Soy tu fan, donde participa en algunos capítulos y comparte pantalla televisiva con Julieta Cardinali en un especial de una hora de ficción llamado «# 15».
También, en ese mismo año, se dio la salida de Rocanrolero, el segundo álbum solista de Emmanuel Horvilleur. En este caso, se contó con la colaboración en la producción de Tweety González. Otras colaboraciones destacadas se sumaron a la grabación como la de Dante Spinetta en «Alucinante», y Miguel Botafogo Vilanova en «Seguir», «La nave» y «Un rap».
En este disco Horvilleur da un gran cambio musical de su antecesor "música y delirio(2003)", las canciones son más simples, contiene más guitarras y ya no queda demasiado rastro del funk que tenía el mismo en su anterior banda IKV, exceptuando el tema Alucinante para el cual invitó a su excompañero Dante Spinetta para aportar y tocar un talk box. No como fue el primer corte de este nuevo trabajo que demuestra la gran versatilidad de este nuevo trabajo.

### Mordisco (2007)
En octubre de 2007, salió al mercado su tercera placa discográfica llamada Mordisco con las colaboraciones de Gustavo Cerati, Nico Cota y más. Entre las canciones que componen el álbum se encuentran «Radios» (primer corte del disco), «Tu hermana»,  «19» (con Gustavo Cerati) y «Llamame». Ese mismo año, se separa de Celeste Cid. Con el disco Mordisco logra mucha aceptación del público, colocando sus hits en los primeros puestos de popularidad. Fue mezclado por Héctor Castillo (Ahí vamos - Gustavo Cerati) en Looking Glass Studios NYC.
En el 2008, fue ganador de un Premio Gardel, como Mejor Álbum Pop del 2008 por Mordisco, y estuvo presente en el homenaje a Soda Stereo, interpretando la canción «Nada personal».
En mayo participó en el Vive Latino 2008, siendo él, junto con el grupo Nortec-Bostich y Fussible, el encargado de cerrar este festival iberoamericano. Luego de fuertes rumores de un reencuentro, se anunció la presencia de Illya Kuryaki and the Valderramas, en el escenario azul, y aunque Dante (quien también formó parte del cartel del evento) sólo se unió a Emmanuel para interpretar «Jugo», se pudo considerar esta pequeña participación como uno de los acontecimientos más importantes del reconocido festival.

### Amor en polvo (2010)
Amor en polvo es el nombre de su cuarto álbum como solista, saliendo al mercado el 9 de junio del 2010. Fue un disco totalmente sentimental en sus letras. El disco muestra la gran madurez musical de Horvilleur. Hubo colaboración de Lucas Marti (hermano) y de la cantante brasileña Ana Cañas en la canción «Amor loco». Canciones más visuales, como si cada una fuera un videoclip por sí sola, en desprendimientos de colores bien inversos; bases bailables donde confluyen diferentes ritmos que se potencian sin llegar a descontrolarse, con sensualidad para la danza y permitiendo el susurro en el avance de las melodías. "Amor en Polvo" es un disco con sonidos que se entrelazan elegantemente, y el homenaje se rinde en la atmósfera para celebrar las influencias con las que el cantante ha crecido y convive al día de hoy.
Con la base de los músicos que lo acompañan en vivo, más el aporte de Lucas Martí en la coproducción, es que Horvilleur puso manos a la obra este proyecto, con la tranquilidad de llevarlo adelante en su propio estudio de grabación, Avesexua. Algo más de un año duró el proceso que convirtió un puñado de canciones inconclusas, en una visión personal de "el amor según Emma".
Realizó colaboraciones musicales con Los Auténticos Decadentes en la canción «Cultura disco» y participó en el videoclip de la canción «Tres Marías» de Andrés Calamaro. Para el 2011, participó en el famoso festival Cordobés Cosquín Rock 2011. En junio del 2011 se presentó junto a Charly García, Salamandra y otros grupos de rock nacional paraguayo, en el festival 15 años de la Rock&Pop, en el Rakiura de la ciudad de Luque, en Paraguay. 
Participó en Much Sessions para la cadena Much Music, llevando a cabo un repertorio de sus sencillos y reinterpretando la canción «Obsesion» de Miguel Mateos.

### El regreso de IKV (2011-2017)
En el año 2012 lanzó, junto a Dante, el disco Chances, que significó el regreso de Illya Kuryaki and the Valderramas. En 2013, siendo parte de la banda, ganó el Latin Grammy como «Mejor canción urbana»".
En 2016 editan el segundo álbum desde su regreso, que llevó el nombre de L.H.O.N..

### El hit (2017)
El 30 de noviembre de 2017 lanzó el sencillo El hit, que fue el primer corte del nuevo álbum solista que lanzó en 2018.
Pitada (2021)
El 2 de abril de 2021 lanzó a distribución el Disco Pitada, donde logró reinventarse a sí mismo y su repertorio.

## Discografía

### Álbumes de estudio
Con Illya Kuryaki and the Valderramas
- (1991) Fabrico cuero
- (1993) Horno para calentar los mares
- (1995) Chaco
- (1996) Ninja Mental MTV Unplugged
- (1997) Versus
- (1999) Leche
- (2001) Kuryakistan
- (2012) Chances
- (2016) L.H.O.N.

Como solista
- (2003) Música y delirio
- (2004) Mimosa
- (2005) Rocanrolero
- (2007) Mordisco
- (2010) Amor en polvo
- (2019) Xavier
- (2021) Pitada
- (2022) Aqua Di Emma

### Sencillos
- (2003) Soy tu nena
- (2004) Té de estrellas
- (2004) Hermano plateado
- (2005) No como
- (2006) Fan
- (2006) Listos para ver
- (2007) Radios
- (2008) Tu hermana
- (2008) Llamame
- (2009) 19 (con Gustavo Cerati)
- (2010) 12:30
- (2010) Amor loco (con Ana Cañas)
- (2011) Japón
- (2011) Amor en polvo
- (2017) El Hit
- (2018) Somos nosotros
- (2018) Ella dijo no
- (2019) 1000 días
- (2019) Cosa Loca

### EP
Como solista
- (2004) Mimosa

## Filmografía
- (1996) Rapado (acreditado como Emmanuel Martí).
- (2006) Soy tu fan
- (2006) ¡Yok!
- (2010) Quilmes Cientoventenario